# Yuxtaposición (ontología)
En la teoría ontológica de la asamblea de Mario Bunge, la yuxtaposición, agregación o suma física es un concepto primitivo que representa una clase de asociación entre dos individuos sustanciales o cosas. Se designa con el símbolo {\displaystyle {\dot {+}}} y es introducido en el primer postulado de la teoría de la asamblea.
| La estructura {\displaystyle {\mathfrak {L}}=\langle S,{\dot {+}},{\dot {\times }},',\Box ,[]\rangle } –donde {\displaystyle ~S} es un conjunto no vacío, {\displaystyle ~\Box } y {\displaystyle ~[]} elementos distinguidos de {\displaystyle ~S}, {\displaystyle ~{\dot {+}}} y {\displaystyle ~{\dot {\times }}} operaciones binarias en {\displaystyle ~S}, y {\displaystyle ~'} una operación unaria en {\displaystyle ~S}– es un retículo complementado distributivo de idempotentes que satisface las siguientes condiciones adicionales: (i) {\displaystyle ~S} es el conjunto de todos los individuos sustanciales; (ii) {\displaystyle ~\Box } es el individuo nulo y {\displaystyle ~[]} representa al mundo; (iii) para cualesquiera individuos {\displaystyle ~x} y {\displaystyle ~y}, {\displaystyle ~x{\dot {+}}y} representa la yuxtaposición (suma física) de {\displaystyle ~x} y {\displaystyle ~y}, mientras que {\displaystyle ~x{\dot {\times }}y} representa la superposición (producto físico) de {\displaystyle ~x} y {\displaystyle ~y}; (iv) el inverso (complemento) de un individuo {\displaystyle ~x}, es decir, el individuo {\displaystyle ~x'} tal que {\displaystyle ~x{\dot {+}}x'=[]} y {\displaystyle ~x{\dot {\times }}x'=\Box }, representa el ambiente o mundo externo de {\displaystyle ~x}. Mario Bunge (1977) |

La ciencia presupone la relación de yuxtaposición al establecer, por ejemplo, que la función de carga eléctrica es aditiva, es decir, que {\displaystyle ~Q(a{\dot {+}}b)=Q(a)+Q(b)}, donde el predicado {\displaystyle ~Q} representa la carga eléctrica, y los conceptos {\displaystyle ~a} y {\displaystyle ~b} se refieren a dos cuerpos. http://www.mediafire.com/folder/j3yhwf6iyjcvd/CURSO_DIBUJO